# Dents du cheval

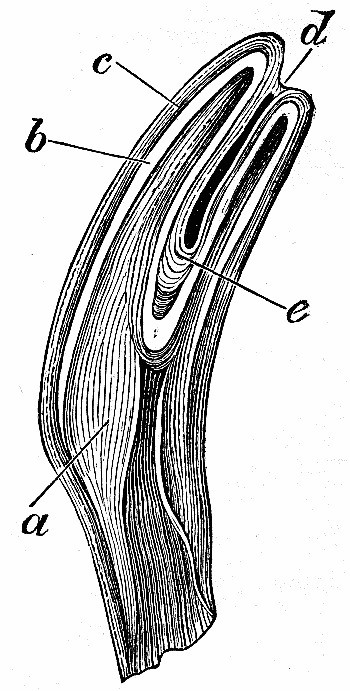
Incisive d'un cheval:
a: ivoire
b: émail externe
c: cément
d: cornet dentaire externe
e:cément central

Les dents du cheval ont pour caractéristique d'être hétérogènes, hypsodontes et d'avoir une croissance continue durant une grande partie de la vie de l'animal, croissance normalement compensée par l'usure des dents engendrée par la mastication. 
La dentition du cheval est normalement composée de 36 dents chez la jument et de 40 dents chez le mâle. Le nombre de dents, leur type (juvéniles ou définitives), leur usure, leur inclinaison ainsi que la forme de la mâchoire, permettent d'estimer approximativement l'âge d'un cheval.

## Nombre de dents

### Adulte
Un cheval adulte dispose d'au minimum 36 dents. Chaque mâchoire comporte 6 incisives (2 pinces, 2 mitoyennes et 2 coins), 6 prémolaires et 6 molaires.
Les mâles et les juments dites bréhaignes ont 4 dents supplémentaires, soit une par quadrant, sous la forme de 4 canines.
Les premières prémolaires sont généralement absentes de la dentition du cheval. Néanmoins, lorsqu'elles sont présentes, elles sont nommées « dents de loup » quand elles appartiennent à la machoire supérieure et « dents de cochons » quand elles sont mandibulaires.

#### Formule dentaire définitive
Pour les chevaux ayant une dentition adulte, la formule dentaire Triadan modifié est I 3/3 C 1/1 PM 3/3 M 3/3 pour les mâles et les juments bréhaignes, et de I 3/3 C 0/0 PM 3/3 M 3/3 pour les juments,.

### Jeune
Les jeunes chevaux ont 24 dents de lait, dites aussi dents déciduales ou lactéales ; ils n'ont ni molaire ni canine,.

#### Formule dentaire déciduale
La formule dentaire déciduale est I 3/3 C 0/0 PM 3/3.

## Types de dents
La dentition du cheval est hétérogène

### Incisives
Les incisives servent avec les lèvres à couper l'herbe.
Les deux incisives centrales, appelées pinces, sont entourées de deux mitoyennes également entourées de deux coins. Les pinces, les mitoyennes et les coins forment les incisives. Entre les dents de devant et les molaires se trouve un espace vide appelé barre.

### Prémolaires
Les prémolaires sont dites « molarisées ». Elles forment avec les molaires une table continue pour le broyage des aliments en fines particules,.

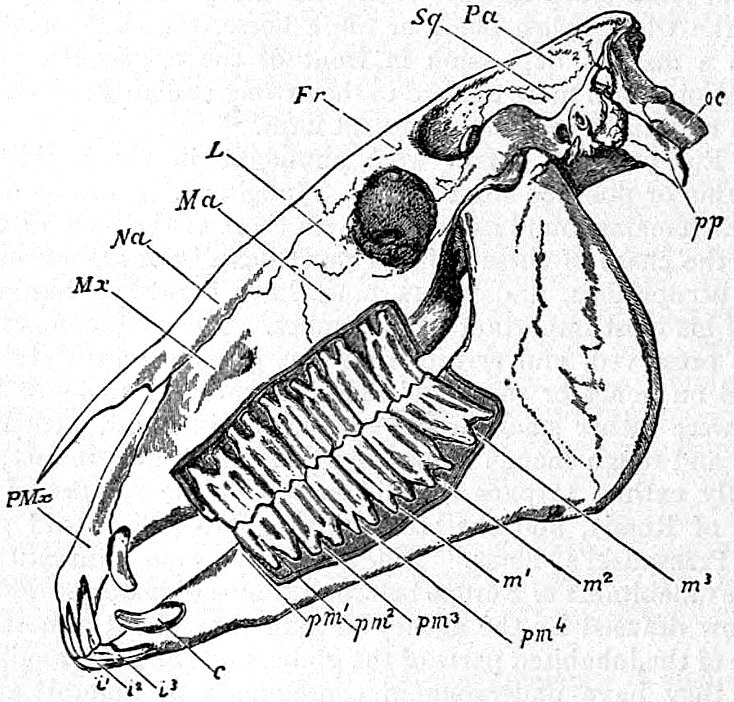

## Évolution de la dentition

### Éruptions dentaires
Le poulain a une denture de lait qui tombe progressivement pour laisser place à sa denture adulte composée des dents dites de remplacement ou dents définitives. La denture définitive est acquise à l'âge de six ans environ.
| Dent          | Age d'éruption de la dent déciduale | Age de l'éruption de la dent définitive |
| ------------- | ----------------------------------- | --------------------------------------- |
| 1e incisive   | De la naissance à une semaine       | 2,5 ans                                 |
| 2e incisive   | 4 - 6 semaines                      | 3,5 ans                                 |
| 3e incisive   | 6 - 9 mois                          | 4,5 ans                                 |
| Canine        | absente                             | 3,5 - 5 ans                             |
| 1e prémolaire | absente                             | 6 - 9 mois                              |
| 2e prémolaire | de la naissance à deux semaines     | 2,5 ans                                 |
| 3e prémolaire | de la naissance à deux semaines     | 3 ans                                   |
| 4e prémolaire | de la naissance à deux semaines     | 3,5 ans                                 |
| 1e molaire    | absente                             | 9 - 15 mois                             |
| 2e molaire    | absente                             | 2 - 3 ans                               |
| 3e molaire    | absente                             | 3,5 - 4 ans                             |

Lors que les dents de lait sont toujours présentes lors de la poussée des dents adultes, il est conseillé d'extraire les dents lactéales pour éviter un mauvais placement ou alignement des dents définitives, et éviter les caries.

### Angle des incisives
L'angle varie en fonction de l'âge. Les incisives ont tendance à avancer avec le temps.

### Usure dentaire
Pour se nourrir, le cheval sélectionne les aliments avec ses lèvres. Ses incisives lui permettent d'arracher l'herbe. Ses molaires, agissant comme des meules, lui servent à broyer les aliments. Les dents du cheval sont en croissance permanente, ce qui lui permet de manger des plantes abrasives comme les graminées. Dans la nature, l'usure due à la mastication compense la pousse des dents.
Chez l'adulte, en s'usant, la structure interne de la dent apparait modifiant l'aspect de la table dentaire, celle-ci étant la surface apparente en contact avec la dent opposée. De l'extérieur vers l'intérieur, la dent du cheval est composée d'émail externe, de cément, d'ivoire et d'émail central. La dent est dite non rasée quand le cornet dentaire externe (cavité apparente de la dent aussi appelée germe de fève) est apparent sous forme d'une cavité sombre. La dent est dite rasée quand le cornet dentaire a disparu; le cément sombre est visible, non marqué en creux et bordé d'émail en relief. La dent est dite nivelée lorsque l'émail central n'est plus visible. Dès lors, l'étoile radicale à l'aspect marron apparait, sans relief et non bordée d'émail.

## Pathologies dentaires
Les pathologies dentaires sont courantes, mais sous-diagnostiquées. Leurs signes cliniques sont souvent peu spécifiques.

### Excroissances dentaires et défauts d'usure
L'alimentation de nature fibreuse (herbe, foin) du cheval domestique engendre une mastication suffisante pour lui permet d'user uniformément sa dentition, compensant la pousse de celle-ci. L'alimentation concentrée, nécessitant moins de mouvements masticatoires latéraux, favorisent la formation de pointes ou de surdents. Ces défauts dentaires sont à leur tour susceptibles d'engendrer des défauts masticatoires. Il est alors nécessaire de niveler les aspérités avec une râpe ou une fraise.

### Dents surnuméraires
Le cheval dont les incisives ont encore le cornet dentaire après 8 ans est dit bégu. Le cul-de-sac du cornet dentaire demeure après 12 ans chez le faux-bégu.
Le bec de perroquet est dû à une différence de longueur des mâchoires. Il n'est pas possible d'apprécier correctement l'âge du cheval atteint de cette anomalie. Il en est de même pour les chevaux souffrant de "tic à l'appui" dont les tables dentaires s'usent de façon anormale.

## Détermination de l'âge
L'usure permet aussi de connaître l'âge de l'animal jusqu’à ses douze ou treize ans. D'après Butler, il est possible de déterminer l'âge des chevaux jusqu’à leurs trente ans. Parfois, le cornet dentaire externe des incisives est anormalement profond ce qui modifie l'âge marqué" du cheval. On appelle "âge marqué" ou "âge commercial" l'âge estimé du cheval à partir de l'examen des dents.
L'action de déterminer l'âge d'un cheval à partir de la pousse des dents et de l'usure des tables dentaires des incisives de la mâchoire inférieure se nomme "boucher le cheval".
Des fraudes ont pu être constatées consécutives à des modifications volontaires des tables dentaires de chevaux qui ont été ainsi vieillis ou rajeunis.

### À partir des dents de lait
Les pinces de lait apparaissent à  8 jours environ, 4 mitoyennes de lait à un mois environ. Les pinces de lait sont usées sur toute la table quand le poulain a 3 mois. 6 coins de lait sont sortis entre 8 et 10 mois. Les coins de lait sont en contact l'un avec l'autre quand le poulain a 15 mois. Le rasement des pinces et des mitoyennes de lait apparait quand il atteint ses 2 ans.

### À partir des dents de remplacement
Les pinces sortent à 2 ans et demi, les mitoyennes à 3 ans et demi et des coins à 4 ans et demi. Ces derniers sont en contact par leur bord antérieur quand le cheval a 5 ans.
Les pinces sont rasées à 6 ans, puis les mitoyennes à 7 ans. A cet âge, la première queue d'aronde apparait. A 8 ans, les coins sont rasés et l'étoile radicale apparait sur la pince. La table s'arrondit et le cheval a un émail central triangulaire sur son bord supérieur à 9 ans pour les pinces, 10 ans pour les mitoyennes et 11 ans pour le coins. A 12 ans, il présente une queue d'aronde sur un profil incisif aigu. Le nivellement des pinces avec tables triangulaires apparait à 13 ans au niveau des pinces, 14 ans au niveau des mitoyennes et 15 ans au niveau des coins. Les pinces s'écartent l'une de l'autre quand le cheval à 16 ans, puis les mitoyennes s'écartent des pinces à 17 ans et enfin les coins s'écartent des mitoyennes à 18 ans. Plus le cheval avance en âge, plus l'angle formé par le profil des incisives se referme. Cet angle est obtus chez le jeune cheval pour devenir progressivement aigu.